# LA Aluminios-Antarte/Saison 2014
Dieser Artikel listet Erfolge und Fahrer des Radsportteams LA Aluminios-Antarte in der Saison 2014 auf.

## Erfolge in der UCI Europe Tour
| Datum     | Rennen                                                 | Kat. | Fahrer      |
| --------- | ------------------------------------------------------ | ---- | ----------- |
| 11. Juli  | 1. Etappe Grande Prémio Internacional de Torres Vedras | 2.2  | Edgar Pinto |
| 3. August | 4. Etappe Volta a Portugal                             | 2.1  | Edgar Pinto |

## Abgänge – Zugänge
| Zugänge        | Team 2013 | Abgänge        | Team 2014         |
| -------------- | --------- | -------------- | ----------------- |
| Daniel Freitas | Anicolor  | Bruno Silva    | Efapel-Glassdrive |
| Vítor Gamito   | Neoprofi  | Rafael Silva   | Efapel-Glassdrive |
|                |           | António Amorim | Unbekannt         |

## Mannschaft
| Name             | Geburtstag        | Nationalität |
| ---------------- | ----------------- | ------------ |
| Luis Afonso      | 14. Januar 1990   | Portugal     |
| Marcio Barbosa   | 20. Februar 1986  | Portugal     |
| António Carvalho | 25. Oktober 1989  | Portugal     |
| Daniel Freitas   | 10. Mai 1991      | Portugal     |
| Vítor Gamito     | 21. April 1970    | Portugal     |
| André Mourato    | 1. Mai 1990       | Portugal     |
| Pedro Paulinho   | 27. Mai 1990      | Portugal     |
| Edgar Pinto      | 27. August 1985   | Portugal     |
| Hugo Sabido      | 14. Dezember 1979 | Portugal     |
| Hugo Sancho      | 14. Dezember 1979 | Portugal     |